# Mango Ataúlfo

Soconusco en Chiapas.

El mango Ataulfo es una variedad del mango originaria del Soconusco, una región costera en el estado mexicano de Chiapas. Su nombre proviene del Maestro Ataúlfo Morales Gordillo, propietario de la finca donde crecieron los primeros árboles de esta variedad de mango.
El mango ataúlfo es la variedad mexicana de mango con mayor aceptación en los mercados internacionales. Desde el 27 de agosto de 2003, es una de las 16 denominaciones de origen de México.

## Terminología
Su nombre científico es Mangifera caesia Jack ex Wall de acuerdo a la Norma Oficial Mexicana NOM-188-SCFI-2012.
A menudo, en Estados Unidos se vende bajo otros nombres comerciales aparte de «Ataulfo»: young, baby, yellow, honey, Champagne, Adaulfo o Adolfo (no confundir con la variedad Alfonso).

## Descripción
Su pulpa es dulce, poco fibrosa, muy jugosa, baja en acidez y de aroma intenso; puede conservar su sabor incluso después de su madurez cuando el hueso se ha vuelto gelatinoso. Su cáscara es correosa. El fruto es pequeño, pesa alrededor de 350 g; resistente al manejo postcosecha; se compone el 69% de su peso de pulpa, el 19% de cáscara y el 8,5% del hueso. El fruto se desarrolla en climas cálido húmedo y cálido subhúmedo, con lluvias en verano, pero monzónico; no debe sufrir oscilaciones isotermales mayores de 5 °C. La temperatura adecuada para este tipo de mango es 28 °C y precipitaciones pluviales entre 1090 a 3000 mm anuales, de abril a octubre.
Puedes comerla como fruta, en jugos, ensaladas y otras preparaciones. Es una fruta que se deja combinar muy bien con otros sabores.

## Origen
El mango Ataulfo tiene su origen, al igual que la variedad Manila, en los mangos filipinos, traídos desde Filipinas a México en 1779 gracias al Galeón de Manila entre Manila y Acapulco. Se desconoce con precisión el origen del mango Ataulfo, ya que no se tiene constancia de quienes fueron sus progenitores, se ha mencionado que posiblemente provenga de una mutación o bien sea una hibridación natural.
En Tapachula 1948, el joyero chiapaneco Don Ataúlfo Morales Gordillo compró un predio a Manuel Rodríguez. A diferencia de lo que se cree, Don Ataulfo no cultivó los mangos, sino que ya estaban allí. Se estimó que nacieron en 1943, es decir, ya tenían unos cinco años de edad. Estos árboles producían unos mangos tan buenos, que para 1950, eran famosos entre los vecinos del lugar. Tanto es así que la noticia llegó al ingeniero agrónomo Héctor Cano Flores, director del antiguo Instituto Mexicano del Café (IMC). Cano pidió permiso al Sr. Morales para crear nuevos injertos, consiguiendo un clon de mango al que identificó como «IMC-M2» y lo propagó por el área. Él mismo bautizó al mango como Ataulfo en honor al propietario de esta tierra. El material vegetativo fue transferido del IMC a la Comisión Nacional de Fruticultura y de ahí se fue esparciendo este mango por la zona.

## Cultivo
El mango Ataulfo es, al igual que todas las variedades de origen filipino, de tipo poliembrionario. Esto lo diferencia de las variedades de origen indio, que son monoembrionarias.
La zona del Soconusco tiene el clima adecuado para el cultivo. Se cultivan alrededor de 15.000 ha en los municipios chiapanecos de: Suchiate, Frontera Hidalgo, Metapa, Tuxtla Chico, Tapachula, Mazatán, Huehuetán, Tuzantán, Huixtla, Villa Comaltitlán, Escuintla, Acacoyagua y Acapetahua, y se producen 176.000 t anuales. Debido a su buena aceptación en los mercados nacional e internacionales, también se planta fuera de Chiapas: en Nayarit, Oaxaca, Guerrero, Sinaloa, Michoacán, Veracruz, Jalisco, Colima, Tabasco y Campeche, así como en otros países de América Latina, e incluso en España.

## Denominación de origen
El 27 de agosto de 2003, el gobierno mexicano otorga la denominación de origen Mango Ataulfo del Soconusco Chiapas y establece como región geográfica la denominada Región del Mango Ataulfo comprendida por los municipios de Suchiate, Frontera Hidalgo, Metapa, Tuxtla Chico, Tapachula, Mazatán, Huehuetán, Tuzantán, Huixtla, Villa Comaltitlán, Escuintla, Acacoyagua y Acapetahua, en el estado de Chiapas.
A nivel internacional, el gobierno mexicano registró la denominación de origen ante la Organización Mundial de la Propiedad Intelectual, conforme al Sistema de Lisboa, también en 2003, para los mismos municipios.

## Comparativa

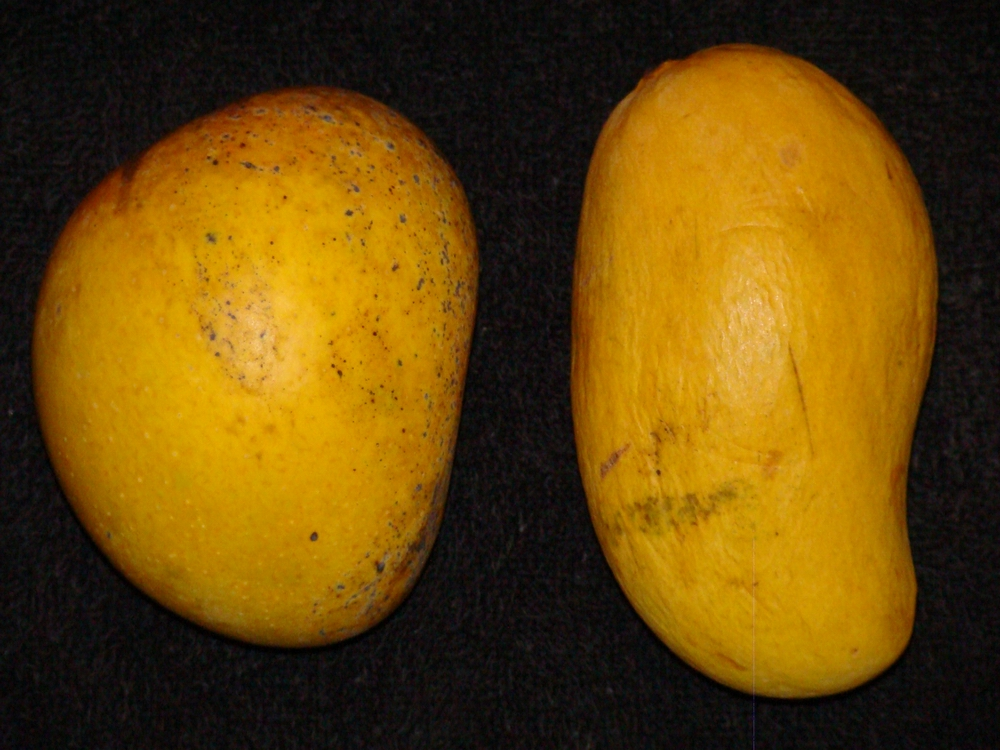
Ataulfo (derecha) comparado a un mango Alfonso (izquierda).
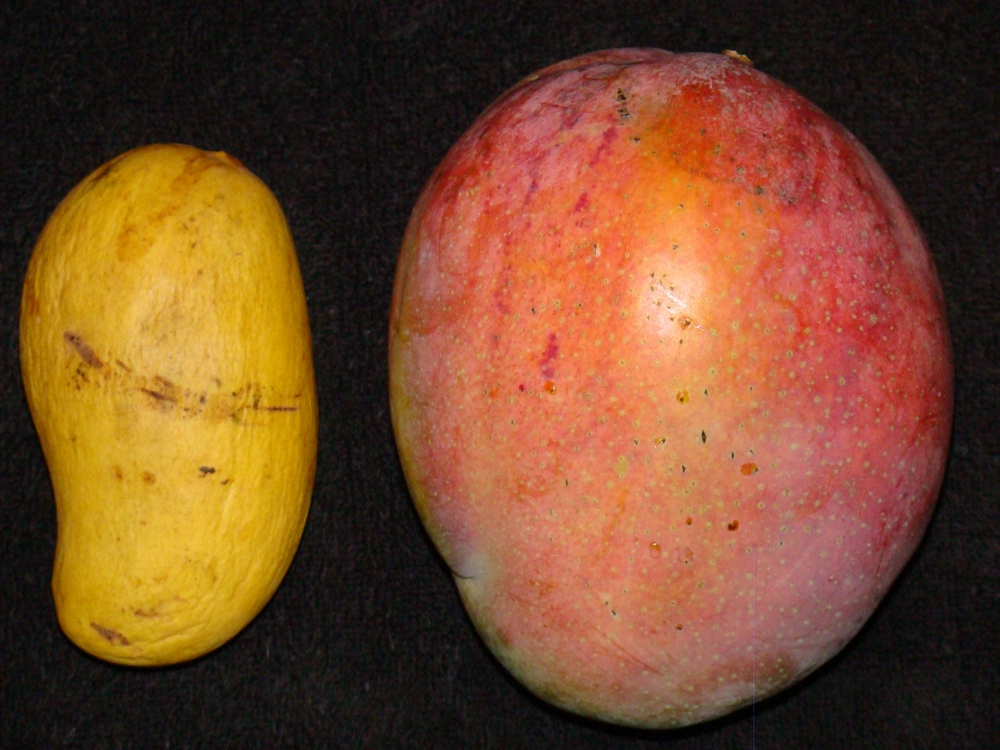
Ataulfo (izquierda) comparado a un mango Tommy Atkins (derecha).
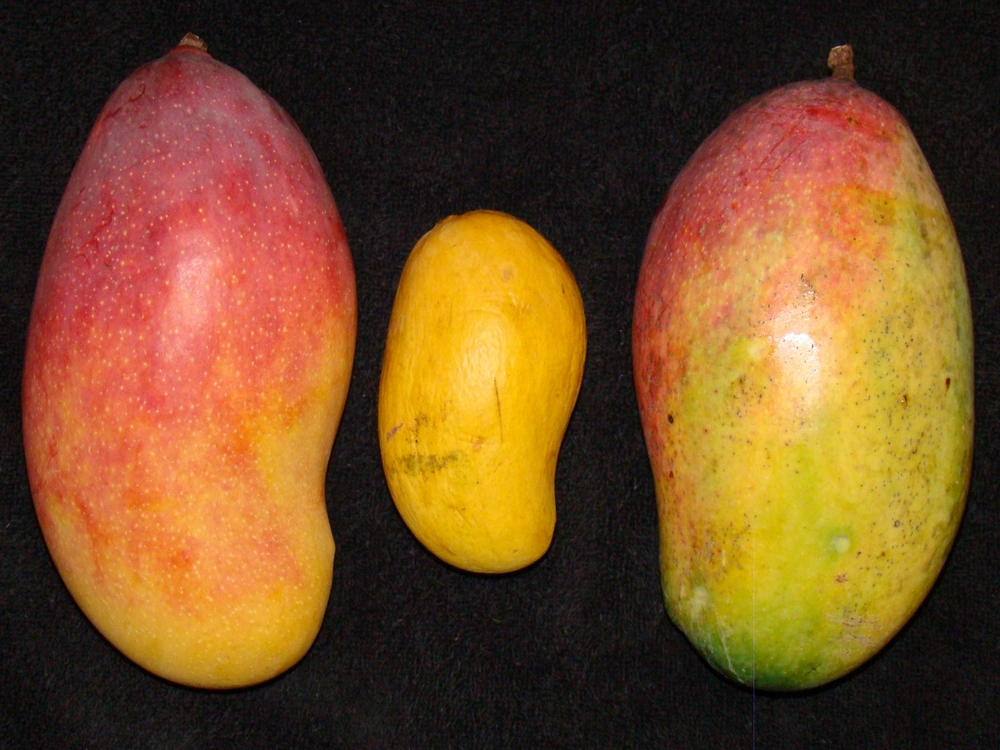
Ataulfo (centro) comparado a un mango Valencia Pride (izquierda) y Valencia Pride Asit (derecha).
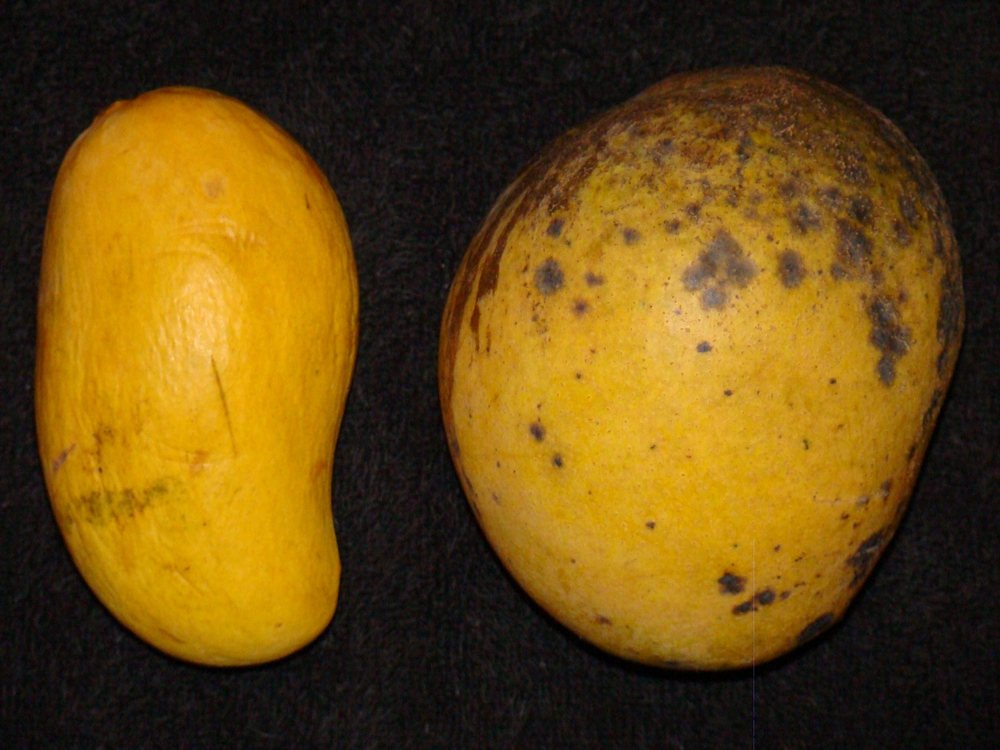
Ataulfo (izquierda) comparado a un mango Haden Asit (derecha).
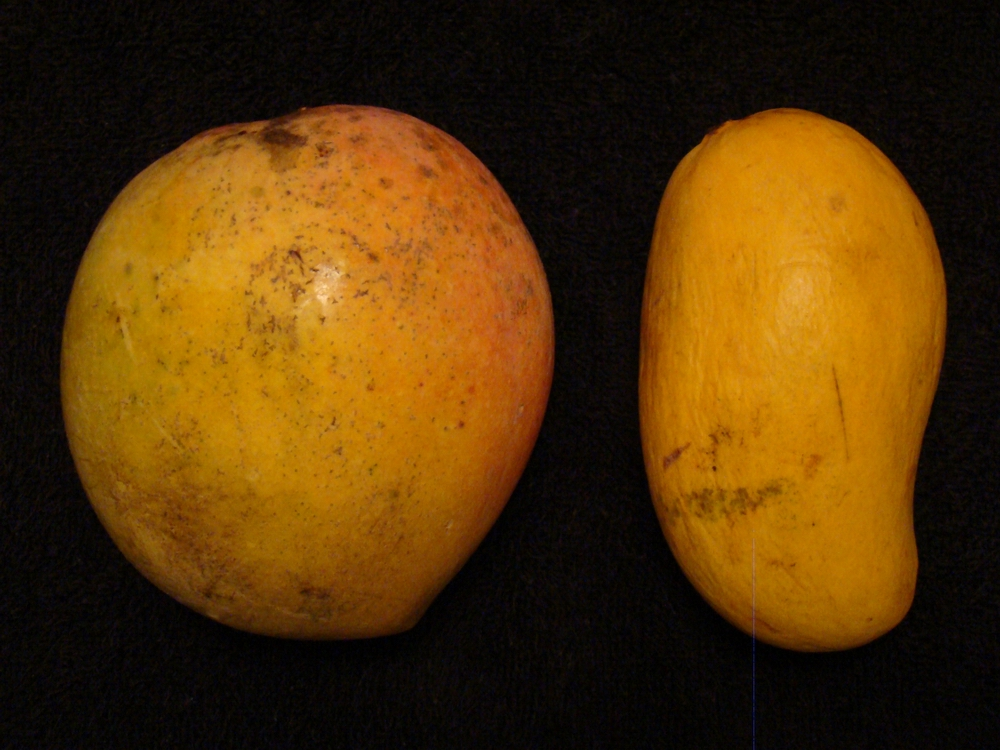
Ataulfo (derecha) comparado a un mango Baileys Marvel (izquierda).

## Lectura complementaria
- Novelo, Arturo (abril de 2006). «Mango Ataúlfo, fruto del Soconusco». INN Magazine (Tuxtla Gutiérrez: Grupo editor Café) (12): 77.

- Datos: Q4812898